# ميثيل السليولوز
ميثيل السليولوز هو مركب كيميائي مشتق من السليولوز.  وهو مسحوق أبيض محب للماء في شكله النقي وينحل في الماء البارد دون الحار لتعطي محلولأ لزجًا صافيًا أو هلامًا. ويباع ميثيل السليولوز بأسماء تجارية مختلفة ويستخدم كمثخن ومستحلب في الأغذية ومستحضرات التجميل المختلفة، وفي علاج الإمساك والإسهال. وهو لا يهضم مثل السليولوز وليس سامًا ولا يسبب الحساسية.